# روبنز ريكالكاتي
روبنز ريكالكاتي (23 أكتوبر 1948 - 9 أبريل 2021) سياسي برازيلي ومحامي وشرطي. كعضو في الحزب الديمقراطي الاجتماعي، خدم في الجمعية التشريعية لبارانا من عام 2017 حتى وفاته في عام 2021.

## السيرة الشخصية
هو ابن جاكوب ريكالكاتي، ولد روبنز في فيديرا وانتقل إلى فرانسيسكو بيلتراو في طفولته. انتقل إلى كوريتيبا في السبعينيات وتخرج في جامعة بارانا البابوية الكاثوليكية بدرجة في الدراسات الاجتماعية. في عام 1979 أصبح وكيل تحقيق للشرطة المدنية في ولاية بارانا عن حزب العمال. بعد حصوله على شهادة في القانون تمت ترقيته إلى محقق جرائم القتل.
في عام 2015 تم اعتقال ريكالكاتي من قبل مكتب المدعي العام في ريو برانكو دو سول بعد وفاة ريكاردو جيفر، المشتبه به الرئيسي في مقتل العمدة السابق جواو ديرسو نازاري، الذي كان ابن عم ريكالكاتي. ومع ذلك نظرًا لأن وفاة المشتبه به حدثت خارج ولاية ريو برانكو دو سول، لم يكن هناك تحقيق جاري في القضية. في عام 2016 شجبته وزارة العدل بيبليكو دو بارانا لإساءة استخدام السلطة والاحتيال الإجرائي. في عام 2017 تم إرسال القضية إلى المحكمة على الرغم من أنه كان عضوًا في الجمعية التشريعية لبارانا في ذلك الوقت، مما منحه منصبًا متميزًا.
كان ريكالكاتي في الأصل عضوًا في حزب الخضر، وقد ترشح للجمعية التشريعية في بارانا في عام 2010 ولكن دون جدوى. في انتخابات 2014 كان البديل الأول للحزب الاشتراكي الديمقراطي، حيث حصد 40.358 صوتًا. حصل على مقعد في عام 2017 باستقالة شيكو برازيليرو، الذي تم انتخابه عمدة مدينة فوز دو إيغواسو. أعيد انتخابه عام 2018 بعدد 35.248 صوتا.
توفي روبنز ريكالكاتي بنوبة قلبية في كوريتيبا في 9 أبريل 2021 عن عمر يناهز 72 عامًا.